# Anastasiya Kapachinskaya
Anastassia Aleksandrovna Kapatchinskaïa (en russe : Анастасия Александровна Капачинская, transcription anglaise : Anastasiya Kapachinskaya), née le 21 novembre 1979 à Moscou, est une athlète russe, spécialiste du 200 et du 400 mètres.

## Carrière
Elle remporte la médaille de bronze sur 4 × 400 m aux championnats du monde de 2001 et l'argent aux championnats d'Europe de 2002. Aux championnats du monde de 2003, elle décroche l'argent en relais 4 × 400 m et sur 200 m avant d'être déclarée championne du monde du 200 m à la suite de la disqualification pour dopage de Kelli White. En salle, la même année, elle termine encore troisième sur 200 m mais s'adjuge finalement la médaille d'argent derrière la Française Muriel Hurtis, à la suite de la disqualification pour dopage de l'Américaine Michelle Collins.
En 2004, aux championnats du monde en salle, elle remporte le 200 m mais est déchue de son titre pour dopage aux stéroïdes anabolisants, elle est suspendue deux ans par l'IAAF du 31 mars 2004 au 30 mars 2006.
De retour sur les pistes en 2008, la Russe participe aux Jeux olympiques de Pékin où elle se classe cinquième du 400 mètres (50 s 03), et deuxième du relais 4 × 400 mètres, derrière l'équipe des États-Unis, en compagnie de ses compatriotes Yulia Guschchina, Liudmila Litvinova et Tatiana Firova. En 2009, Kapachinskaya atteint la septième place du 400 mètres lors des Championnats du monde de Berlin (50 s 53), et obtient un nouveau podium international dans une épreuve collective en se classant troisième du relais 4 × 400 m.
Lors des Championnats d'Europe 2010, elle termine au pied du podium du 200 mètres en 22 s 47, son meilleur temps de la saison, et décroche par ailleurs le premier titre continental de sa carrière en remportant la finale du relais 4 × 400 mètres. L'équipe de Russie, composée par ailleurs de Antonina Krivoshapka, Kseniya Ustalova et Tatyana Firova, s'impose en 3 min 21 s 26 devant l'Allemagne et le Royaume-Uni.
En 2011, Anastasiya Kapachinskaya remporte le titre du 400 m des Championnats de Russie en améliorant son record personnel et en réalisant la meilleure performance mondiale de l'année provisoire en 49 s 35 mais elle ne termine que 3e en plus de 50 s aux Mondiaux de Daegu.

## Dopage
Le 24 mai 2016, Kapachinskaya et sa compatriote Tatyana Firova figurent sur la liste des 31 athlètes contrôlés positifs à la suite du reteste des échantillons des Jeux olympiques de Pékin en 2008 où elles avaient remporté avec leurs coéquipières la médaille d'argent du relais 4 × 400 m. Par conséquent, l'échantillon B s'étant avéré également positif, les athlètes ont été disqualifiées et déchues de leur médaille. Le 19 août 2016, le Comité international olympique annonce sa disqualification des Jeux de Pékin en raison de la présence de turinabol dans les échantillons prélevés lors de ces Jeux.
Elle est également testée positive sur les mondiaux de 2011 à Daegu et tous ses résultats sportifs depuis le 17 août 2008 sont annulés. Elle est suspendue 4 ans, jusqu'en juin 2020.

## Palmarès

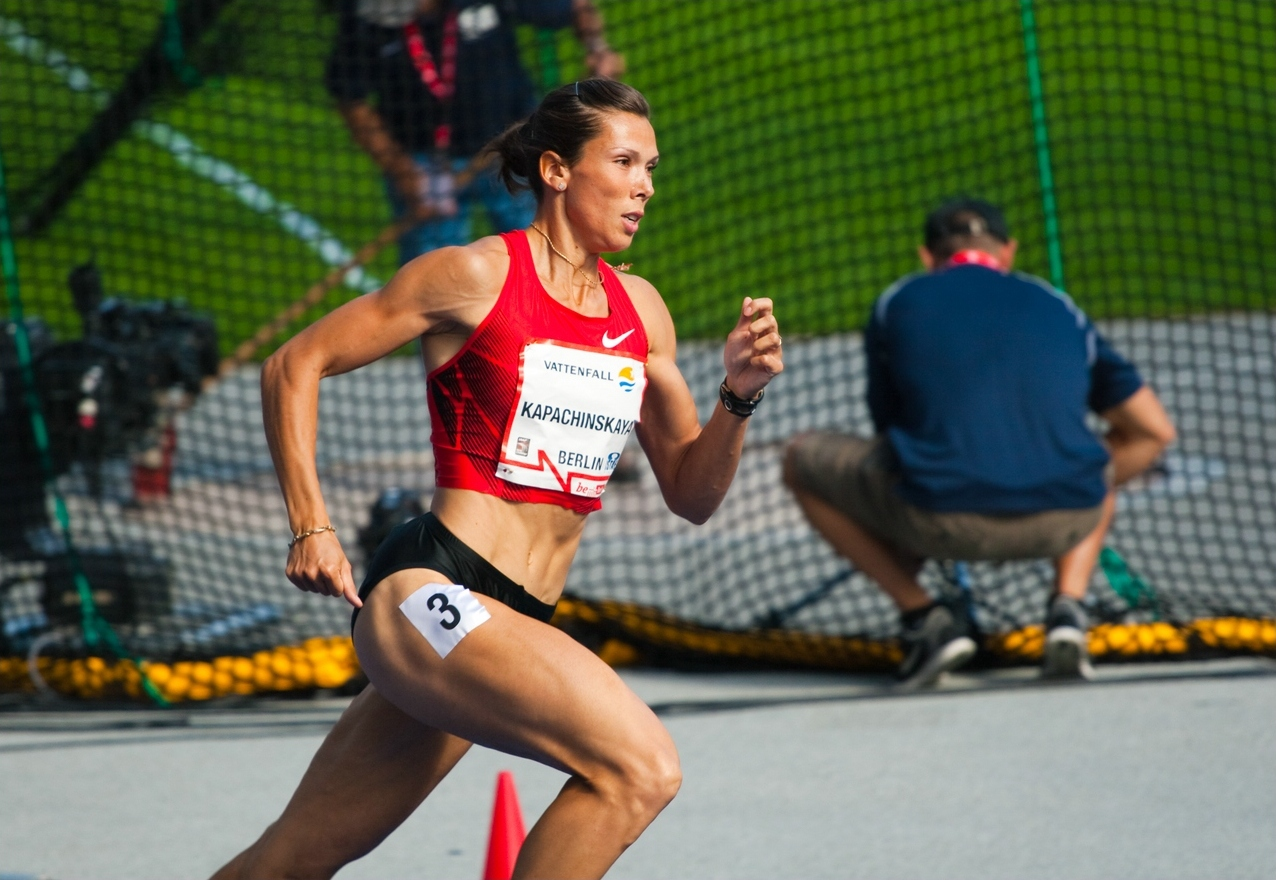
Anastasiya Kapachinskaya en 2011 lors du meeting ISTAF de Berlin.

| Date | Compétition                    | Lieu       | Résultat | Épreuve   | Temps         |
| ---- | ------------------------------ | ---------- | -------- | --------- | ------------- |
| 2001 | Championnats du monde          | Edmonton   | 3e       | 4 × 400 m | 3 min 24 s 92 |
| 2002 | Championnats d'Europe          | Munich     | 5e       | 400 m     | 51 s 69       |
| 2002 | Championnats d'Europe          | Munich     | 2e       | 4 × 400 m | 3 min 25 s 59 |
| 2003 | Championnats du monde en salle | Birmingham | 2e       | 200 m     | 22 s 80       |
| 2003 | Championnats du monde          | Paris      | 1re      | 200 m     | 22 s 38       |
| 2003 | Championnats du monde          | Paris      | 2e       | 4 × 400 m | 3 min 22 s 91 |
| 2004 | Championnats du monde en salle | Budapest   | —        | 200 m     | DSQ           |
| 2008 | Jeux olympiques                | Pékin      | —        | 400 m     | DSQ           |
| 2008 | Jeux olympiques                | Pékin      | —        | 4 × 400 m | DSQ           |
| 2009 | Championnats du monde          | Berlin     | —        | 400 m     | DSQ           |
| 2009 | Championnats du monde          | Berlin     | —        | 4 × 400 m | DSQ           |
| 2010 | Championnats d'Europe          | Barcelone  | —        | 4 × 400 m | DSQ           |
| 2010 | Championnats d'Europe          | Barcelone  | —        | 4 × 400 m | DSQ           |
| 2011 | Championnats du monde          | Daegu      | —        | 400 m     | DSQ           |
| 2011 | Championnats du monde          | Daegu      | —        | 4 × 400 m | DSQ           |
| 2012 | Jeux olympiques                | Londres    | —        | 4 × 400 m | DSQ           |

## Records
| Épreuve      | Épreuve | Performance | Lieu   | Date            |
| ------------ | ------- | ----------- | ------ | --------------- |
| En plein air | 200 m   | 22 s 38     | Paris  | 28 août 2003    |
| En plein air | 400 m   | 50 s 02     | Moscou | 10 juillet 2008 |
| En salle     | 200 m   | 22 s 59     | Moscou | 27 février 2003 |
| En salle     | 400 m   | 52 s 10     | Moscou | 21 février 2008 |